# مارسيلينو غارسيا تورال
مارسيلينو غارسيا تورال ((بالإسبانية: Marcelino García Toral)‏ ولد في 14 أغسطس 1965) هو لاعب كرة قدم إسباني معتزل كان يلعب كلاعب وسط هجومي. يدرب حاليا فياريال.

## وصلات خارجية
- مارسيلينو غارسيا تورال على موقع الاتحاد الدولي (مؤرشف)  (الإنجليزية)
- مارسيلينو غارسيا تورال على موقع قاعدة بيانات كرة القدم.إي يو (الإنجليزية)
- مارسيلينو غارسيا تورال على موقع Soccerbase.com (مدرب) (الإنجليزية)
- مارسيلينو غارسيا تورال على موقع عالم كرة القدم.نت (الإنجليزية)